# Petr Ignatenko
Petr Ignatenko, né le 27 septembre 1987 à Omsk, est un coureur cycliste russe.

## Biographie
Petr Ignatenko naît le 27 septembre 1987 à Omsk en URSS.
Il termine 2e de Way to Pekin en 2008. L'année suivante, il court pour Katyusha Continental. En 2010, il court pour l'équipe Itera-Katusha et remporte la 3e étape du Tour de la Vallée d'Aoste et son classement général, ainsi que la 7eb étape du Tour de Bulgarie.
Après deux saisons dans les équipes réserves du Katusha, il rejoint l'équipe World Tour en 2011,. En 2012, il termine meilleur sprinteur et grimpeur du Tour de Romandie.
Le 9 juin 2015, alors qu'il roule depuis le début de saison pour RusVelo, l'Union cycliste internationale annonce que Petr Ignatenko a fait l'objet d'un contrôle positif à l'hormone de croissance le 8 avril 2015. Il est provisoirement suspendu en attendant une issue apportée par la fédération nationale et la décision de la Commission Antidopage de l'UCI et du Tribunal arbitral du sport avant d'être retiré de l'effectif à partir de 16 juin 2015. Le 17 février 2016, il est suspendu 3 ans et 9 mois par l'UCI, soit jusqu'au 7 mars 2019,.

## Palmarès et classements mondiaux

### Palmarès sur route
- 2008
  - 2e de Way to Pekin
- 2010
  - Tour de la Vallée d'Aoste :
    - Classement général
    - 3e étape

  - 7eb étape du Tour de Bulgarie

### Résultats sur les grands tours

#### Tour d'Italie
1 participation
- 2013 : 40e

### Classements mondiaux
| Année           | 2007 | 2008 | 2009 | 2010 |
| --------------- | ---- | ---- | ---- | ---- |
| UCI Africa Tour |      | 68e  |      |      |
| UCI Europe Tour | 698e |      |      | 213e |